# Дьомін Олег Борисович
Дьомін Олег Борисович (нар. 4 квітня 1948, Путивль) — український історик, завідувач кафедрою нової та новітньої історії Одеського національного університету ім. І. І. Мечникова. Доктор історичних наук, професор.

## Біографія
Олег Борисович Дьомін народився 1948 року на Сумщині. Його дитинство та юність пройшли в Конотопі, де 1967 року він закінчив школу. Цього ж року вступив на історичний факультет Одеського державного університету, де невдовзі проявив неабиякі здібності до медієвістики. Це дало підстави керівництву рекомендувати юнака до цільової аспірантури Інституту загальної історії АН СРСР (м. Москва), де він провів три роки. Його науковим керівником став відомий учений медієвіст доктор історичних наук О. М. Чистозвонов.
Після закінчення аспірантури Олег Борисович повертається до Одеси і з 1 січня 1977 року працює старшим викладачем кафедри стародавнього світу і середніх віків, яку на той час очолював видатний учений — професор П. О. Каришковський. Згодом О. Б. Дьомін в тому ж Інституті загальної історії захистив кандидатську дисертацію на тему «Англо-нідерландські відносини середини XVI — початку XVII століть» (1984 р.).
1984 року на запрошення завідувача кафедри нової та новітньої історії Д. П. Урсу він перейшов на нову кафедру. За час роботи на кафедрі нової та новітньої історії у молодого вченого формується широке коло наукових зацікавлень, до якого входили історія міжнародних відносин раннього нового часу, історія Англії, слов'янознавство, історія історичної науки. За час роботи на кафедрі нової та новітньої історії за О. Б. Дьоміним закріпилося декілька дисциплін та лекційних курсів, на кшталт історії міжнародних відносин, історія південних та західних слов'ян, історична хронологія тощо. 2001 року О. Б. Дьомін захищає докторську дисертацію на тему «Формування „нового курсу“ зовнішньої політики Англії (друга половина XVI — початок XVII ст.» при Інституті української археографії та джерелознавства ім. М. С. Грушевського НАН України. Незабаром він обіймає посаду професора.
Під його науковим керівництвом захистилося чимало кандидатських дисертацій та було написано незліченну кількість наукових статей. Також є головою науково-краєзнавчої секції «Одесика» Одеського будинку вчених, членом президії Одеської обласної організації Українського товариства охорони пам'яток історії та культури.

## Публікації
Науковий доробок О. Б. Дьоміна перевищує 200 позицій — книг, розділів у колективних монографіях, статей, рецензій, тез доповідей на міжнародних та регіональних конференціях